# 527 Euryanthe
527 Euryanthe eller 1904 NR är en asteroid i huvudbältet, som upptäcktes 20 mars 1904 av den tyske astronomen Max Wolf i Heidelberg. Den har fått sitt namn efter karaktären Euryanthe av Savojen i operan Euryanthe av Carl Maria von Weber.
Asteroiden har en diameter på ungefär 52 kilometer.